# Aoibheann Reilly
Pour les articles homonymes, voir Reilly (homonymie).
Pas d'image ? Cliquez ici

a Compétitions nationales et continentales officielles uniquement.

b Matchs officiels uniquement.
Dernière mise à jour le 23 mars 2025.
Aoibheann Reilly, née le 1er novembre 2000 à Ballinasloe (Irlande), est une joueuse internationale irlandaise de rugby à XV et internationale de rugby à sept évoluant au poste de demi de mêlée.
Son frère, Colm Reilly (en), est également un joueur de rugby à XV.

## Biographie
Aoibheann Reilly naît le 1er novembre 2000 à Ballinasloe en Irlande. Elle commence la pratique du rugby à XV en catégorie des moins de 12 ans dans sa ville natale. Elle a un frère ainé, Colm Reilly (en), qui pratique également le rugby à XV.
Elle joue en 2025 au club du Blackrock College RFC et pour la province du Connacht.
Elle a, début 2025, 12 sélections en équipe d'Irlande quand elle est retenue pour le Tournoi des Six Nations sous les couleurs de son pays.